# Rubus ptilocarpus
Rubus ptilocarpus är en rosväxtart som beskrevs av Tse Tsun Yu och L.T. Lu. Rubus ptilocarpus ingår i släktet rubusar, och familjen rosväxter. Utöver nominatformen finns också underarten R. p. degensis.